# تولسیتا (تگزاس)
تولسیتا (به انگلیسی: Tulsita) یک منطقهٔ مسکونی در ایالات متحده آمریکا است که در شهرستان بی، تگزاس واقع شده‌است. تولسیتا ۰٫۷۵ کیلومتر مربع مساحت و ۱۴ نفر جمعیت دارد و ۹۷ متر بالاتر از سطح دریا واقع شده‌است.